# Santa Agnès de Corona
Santa Agnès de Corona és un disseminat i parròquia pertanyent al municipi de Sant Antoni de Portmany, a l'illa d'Eivissa. Sovint se l'anomena simplement Corona. El poble ocupa el Pla de Corona, a la zona d'es Amunts, que és una zona protegida en l'actualitat.
És un poble molt tranquil on històricament no hi ha hagut un nucli de població central. Gairebé tots els habitants de Santa Agnès de Corona viuen encara avui en cases disseminades. El paisatge del poble és rural i permet veure millor que gairebé qualsevol altre lloc com era l'Eivissa rural tradicional. El tret més distintiu de Corona és la gran quantitat d'ametllers que hi ha. Al gener i el febrer això es converteix en un gran atractiu, ja que els ametllers floreixen. Per aquest motiu les nits de lluna plena d'aquests dos mesos és costum passejar entre els ametllers en flor. Al Pla de Corona la terra és de color roig, molt fèrtil.
Els habitants reben el nom de coroners.